# Športno Društvo Brezje Maribor
Lo Športno Društvo Brezje Maribor è una squadra slovena di calcio a 5, fondata nel 2011, con sede a Maribor.

## Rosa 2016-2017
| N. |                     | Ruolo | Calciatore       |
| -- | ------------------- | ----- | ---------------- |
| 1  | Slovenia (bandiera) | POR   | Damir Puškar     |
| 2  | Slovenia (bandiera) | PIV   | Nikola Jandrić   |
| 3  | Slovenia (bandiera) | DIF   | Jaka Bizjak      |
| 4  | Slovenia (bandiera) | DIF   | Andraž Berčič    |
| 5  | Slovenia (bandiera) | DIF   | Anže Kraljič     |
| 6  | Slovenia (bandiera) | DIF   | Danilo Burnać    |
| 7  | Slovenia (bandiera) | DIF   | Žiga Čeh         |
| 8  | Slovenia (bandiera) | DIF   | Rašid Salkunić   |
| 9  | Slovenia (bandiera) | PIV   | Davor Gajser     |
| 10 | Slovenia (bandiera) | PIV   | Denis Totošković |
| 11 | Slovenia (bandiera) | PIV   | Alen Fetič       |
| 12 | Slovenia (bandiera) | POR   | Florjan Fras     |
| 13 | Slovenia (bandiera) | DIF   | Igor Legčevič    |
| 14 | Slovenia (bandiera) | PIV   | Matej Fideršek   |

| N. |                     | Ruolo | Calciatore          |
| -- | ------------------- | ----- | ------------------- |
| 15 | Slovenia (bandiera) | POR   | Branko Pavič        |
| 16 | Slovenia (bandiera) | POR   | Nik Jagarinec       |
| 17 | Slovenia (bandiera) | DIF   | Jurček Klinc        |
| 18 | Slovenia (bandiera) | PIV   | Nermin Hasanbegović |
| 19 | Slovenia (bandiera) | DIF   | Matic Grušovnik     |
| 20 | Slovenia (bandiera) | DIF   | Irnes Škorić        |
| 22 | Slovenia (bandiera) | PIV   | Mitja Krajnc        |
| 23 | Slovenia (bandiera) | PIV   | Kevin Kmetec        |
| 24 | Slovenia (bandiera) | PIV   | Alen Hernat         |
| —  | Slovenia (bandiera) | DIF   | Nejc Jagarinec      |
| —  | Slovenia (bandiera) | PIV   | Rok Buzeti          |
| —  | Slovenia (bandiera) | PIV   | Dominik Gabrovec    |
| —  | Slovenia (bandiera) | PIV   | Niko Stoper         |
| —  | Slovenia (bandiera) | PIV   | Alen Žigart         |

## Palmarès
- Campionato sloveno di calcio a 5: 1
  - 2015-16, 2016-17
- Coppa di Slovenia: 2
  - 2015-16, 2016-17